# 창녀의 성적유희
"창녀의 성적유희"는 한국에서 제작된 이세일 감독의 2013년 멜로/로맨스, 드라마 영화이다. 심은진 등이 주연으로 출연하였다.

## 출연

### 주연
- 심은진
- 이민우
- 조수아
- 윤재훈